# Ganga caranegra
La ganga caranegra (Pterocles decoratus) és una espècie d'ocell de la família dels pteròclids (Pteroclididae) que habita estepes arbustives d'Àfrica oriental, des del Sud d'Etiòpia i de Somàlia, cap al sud, a través d'Uganda i Kenya fins al sud de Tanzània.